# Municipio de Võru
El municipio de Võru (estonio: Võru vald) es un municipio estonio perteneciente al condado de Võru.

## Localidades (población año 2011)
- Alakülä 52
- Alapõdra 13
- Andsumäe 4
- Haamaste 21
- Haava 12
- Haava-Tsäpsi 7
- Haidaku 25
- Halla 4
- Hanikase 74
- Hänike 47
- Hannuste 26
- Hargi 23
- Heeska 6
- Heinasoo 29
- Hellekunnu 21
- Hinniala 6
- Hinsa 47
- Holsta 16
- Horma 5
- Husari 14
- Hutita 22
- Illi 29
- Indra 12
- Jantra 33
- Järvere 220
- Jeedasküla 43
- Juba 51
- Juraski 36
- Kaagu 28
- Kääpa 309
- Käätso 62
- Kahkva 16
- Kahro 20
- Kaku 4
- Kakusuu 20
- Kamnitsa 8
- Kannu 19
- Käpa 1
- Kapera 41
- Kärgula 44
- Kärnamäe 20
- Kasaritsa 40
- Keema 20
- Kerepäälse 12
- Kirikumäe 8
- Kirumpää 169
- Kliima 10
- Kõivsaare 6
- Kolepi 73
- Kõliküla 7
- Koloreino 25
- Kõo 13
- Kõrgessaare 24
- Korgõmõisa 14
- Kornitsa 1
- Kõrve 17
- Kose 565 p
- Kõvera 7
- Kühmamäe 38
- Külaoru 108
- Kündja 31
- Kurenurme 40
- Kusma 9
- Lakovitsa 8
- Lapi 25
- Lasva 275
- Lauga 7
- Lehemetsa 22
- Leiso 8
- Lepassaare 39
- Liinamäe 3
- Liiva 44
- Lilli-Anne 46
- Lindora 20
- Linnamäe 82
- Listaku 26
- Lompka 26
- Loosi 64
- Loosu 165
- Luhte 11
- Luuska 2
- Madala 32
- Madi 14
- Mäe-Kõoküla 7
- Mäekülä 35
- Mäessaare 4
- Majala 7
- Marga 11
- Meegomäe 373
- Meeliku 58
- Mõisamäe 24
- Mõksi 33
- Möldri 20
- Mõrgi 20
- Mustassaare 21
- Mustja 38
- Mutsu 6
- Navi 221
- Nõnova 30
- Noodasküla 19
- Nooska 38
- Oleski 14
- Orava 240
- Oro 17
- Ortuma 34
- Osula 335
- Otsa 115
- Pääväkese 5
- Paidra 34
- Päka 8
- Palometsa 52
- Paloveere 13
- Pari 6
- Parksepa 694 p
- Pässä 66
- Peraküla 28
- Perametsa 14
- Pikakannu 12
- Pikasilla 14
- Pille 61
- Pindi 50
- Piusa 5
- Plessi 19
- Praakmani 2
- Pritsi 19
- Puiga 297
- Pulli 4
- Punakülä 14
- Puusepa 85
- Puutli 21
- Raadi 5
- Raiste 109
- Räpo 36
- Raudsepa 17
- Rauskapalu 17
- Rebasmäe 12
- Riihora 6
- Roosisaare 37
- Rõssa 33
- Rummi 18
- Rusima 7
- Saarde 24
- Saaremaa 12
- Savioja 3
- Sika 66
- Soe 10
- Soena 11
- Sõmerpalu 332 p
- Sõmerpalu 32
- Sooküla 42
- Sulbi 82
- Sutte 22
- Suuremetsa 19
- Tabina 21
- Tagaküla 103
- Tallikeste 25
- Tamme 23
- Tammsaare 21
- Tellaste 0
- Tiri 5
- Tohkri 11
- Tootsi 30
- Tsolgo 68
- Tsolli 18
- Tuderna 10
- Tüütsmäe 13
- Udsali 11
- Umbsaare 25
- Vaarkali 7
- Vagula 130
- Väimela 734 p
- Väiso 34
- Vana-Nursi 13
- Vana-Saaluse 25
- Vana-Vastseliina 147
- Varese 30
- Vastseliina 620 p
- Vatsa 19
- Verijärve 192
- Viitka 100
- Villa 18
- Vivva 24
- Voki 68
- Voki-Tamme 23
- Võlsi 118
- Võrumõisa 242
- Võrusoo 9[1]

(p: pueblo; c: ciudad; el resto son aldeas).